# Joseph McGrath
Joseph McGrath (1930, Glasgow, Escocia) fue un director, guionista y productor británico, conocido por dirigir la comedia Casino Royale, junto a otros cinco directores (uno de los no acreditado).

## Filmografía parcial
- Justin Thyme (1964, telefilme)
- Casino Royale (1967)
- 30 Is a Dangerous Age, Cynthia (1968)
- The Goon Show (1968, telefilme)
- The Bliss of Mrs. Blossom (1968)
- The Magic Christian (1969)
- Digby, the Biggest Dog in the World (1973)
- The Great McGonagall (1974)
- Girls Come First (1975)
- The Strange Case of the End of Civilization as We Know It (1977)
- The Losers (1978, serie de televisión)
- Rising Damp (1980)
- Night Train to Murder (1983)